# Адриаан ван Дис
Адриаан ван Дис (на нидерландски: Adriaan van Dis) е нидерландски журналист, актьор, телевизионен водещ, драматург и писател на произведения в жанра социална драма и пътепис.

## Биография
Адриаан ван Дис е роден на 16 декември 1946 г. в Берген, Северна Холандия. Баща му Виктор Мълдър и майка му Мария ван Дис са изселници от Нидерландска Индия след окупацията ѝ през Втората световна война и независимостта на Индонезия. Баща му умира през 1957 г. Учи в различни училища, като в гимназията е редактор на училищния вестник. Завършва нодерландска филология в Университета на Амстердам. Учи в Стеленбоския университет в ЮАР, където през 1978 г. завършва докторантура по холандска и южноафриканска литература, а през 1979 г. защитава дисертация за южноафриканския писател Брейтен Брейтенбах, чиито произведения превежда на нодерландски език.
Още по време на следването си работи като редактор за търговския вестник „НРК Ханделсблад“, където остава до 1982 г.
Дебютира като писател през 1983 г. с новелата „Nathan Sid“, която става бестселър и получава наградата „Златен Езелсоор“. През 1994 г. е публикуван много успешният му роман „Indische duinen“ (Индийски дюни), получил наградите „Финтро“ и Наградата на читателите.
През 2009 г. е удостоен с наградата „Златно перо“, а през 2015 г. и с наградата „Кристият Хюйгенс“ за цялостното си творчество.
През 2015 г. получава наградата „Либрис“ за най-добра книга за романа си „Ik kom terug“ (Ще се върна).
Темите за липсата на идентичност и нейното изграждане, аз и другият, са основни в неговите литературни произведения – романи, новели и пиеси.
През 1983 г. стартира авторската си телевизионна програма „Тук е... Адриаан ван Дис“. От 1987 г. до прекратяването му през 1992 г. е литературно шоу, в което интервюира писатели от Нидерландия и чужбина. Изявата му в телевизията го прави много известен. В периода 2013 – 2018 г. предаването се излъчва сезонно по време нидерландската седмица на книгата.
В периода 1987 – 1992 г. е редактор на литературното списание „De Gids“.
Адриаан ван Дис живее в Ахтерхук.

## Произведения

### Самостоятелни романи
- Een barbaar in China: een reis door Centraal Azië (1987)
- Zilver of Het verlies van de onschuld (1988)
- Het beloofde land: een reis door de Karoo (1990)
- In Afrika (1991)
- Indische duinen (1994)
- Dubbelliefde: geschiedenis van een jongeman (1999)
- Familieziek (2002)
- De wandelaar (2007)
Скитникът, изд.: „Леге Артис“, София (2009), прев. Райна Стефанова
- Tikkop (2010)
- Ik kom terug (2014)
- De Zuid–Afrika boeken (2017)
- In het buitengebied (2017)

### Новели
- Nathan Sid (1983)
- De vraatzuchtige spreekt (1986)
- De rat van Arras (1986)
- Zoen (1987)
- Palmwijn (1996)
- Op oorlogspad in Japan (2000)

### Пиеси
- Tropenjaren: De zaak (1986)
- Komedie om geld, Een uur in de wind (1988)
- Ik kom terug – с Олга Зуйдехок (2015)

### Документалистика
- Op de televisie (2007) – мемоари
- Van Dis in Afrika (2008)
- Van Dis in Indonesië (2012)
- Ergens achter Duin en Zee (2017)

### Филмография
- 1985 De leeuw van Vlaanderen
- 1988 De bruine jurk – ТВ филм
- 1989 Trouble in Paradise
- 1991 – 1992 We zijn weer thuis – ТВ сериал, в 3 епизода
- 2001 De verlossing